# Абокур Откур
Абокур Откур (фр. Abaucourt-Hautecourt) насеље је и општина у североисточној Француској у региону Лорена, у департману Меза која припада префектури Верден.
По подацима из 2011. године у општини је живело 104 становника, а густина насељености је износила 10,74 становника/km². Општина се простире на површини од 9,68 km². Налази се на средњој надморској висини од 233 метара (максималној 251 m, а минималној 210 m).

## Демографија
| 1962. | 1968. | 1975. | 1982. | 1990. | 1999. | 2011. |
| ----- | ----- | ----- | ----- | ----- | ----- | ----- |
| 168   | 126   | 118   | 100   | 112   | 111   | 104   |

График промене броја становника у току последњих година